# フォートエリー競馬場
フォートエリー競馬場（フォートエリーけいばじょう、Fort Erie Race Track）は、カナダオンタリオ州フォートエリーにある、サラブレッド競馬の競馬場。カナダ三冠第2戦のプリンスオブウェールズステークスが開催される競馬場として知られる。

## 歴史と概要
1897年6月16日に開設された競馬場である。建設者はフォートエリージョッキークラブで、それを一時的にオークローンパーク競馬場の経営者一族が所有、後の1950年代前半に、オンタリオジョッキークラブ会長であったエドワード・プランケット・テイラーに売却された。現在は場内にスロットマシン1400台を抱えるゲーミング施設が併設されており、競馬場入口には「Fort Erie Race Track and Slot」と表記されている。
開催時期は創設当初は夏と秋、オンタリオジョッキークラブに譲渡後は春と夏の開催となっていた。ウッドバイン競馬場が開催休止する夏季の一期間にも同競馬場では競馬が行われ、通年での競馬開催を実現していた。現在は5月から10月の期間で競馬が開催されるようになり、また競馬開催時以外にもサイマルキャスト放送による他競馬場競走の馬券を販売し、ほぼ一年を通して営業されている。
この競馬場最大のイベントは、カナダ三冠の第2戦に当たるプリンスオブウェールズステークス（1929年創設）である。1959年、同競馬場を所有していたテイラーはこの競走を整備し、ウッドバイン競馬場のクイーンズプレート・ブリーダーズステークスを同競走を合わせることによって、カナダ競馬の三冠体系の創設を提唱した。カナダ産馬限定競走のため国際グレードは存在しないが、三冠路線創設以降は権威ある競走の一つとして位置づけられて出走馬を集めるようになり、また現在までに6頭の三冠馬が誕生している。
2012年6月5日、フォートエリー・ライブレーシング・コンソーシアムは2012年10月30日の開催を最後に閉鎖する予定であると発表した。しかし、1年の猶予期間が与えられ、2013年も競馬開催を続けることになった。

## コース
コースは全て左回り。
- 外側 - ダート1周1マイル（約1,609メートル）、コース幅75フィート（約23メートル）。最後の直線は1060フィート（約323メートル）。
- 内側 - 芝1周7ハロン（約1,408メートル）。最後の直線は930フィート（約283メートル）。

コースの内側には大きな池が3つ在る。1961年、この池にプスンブーツ（Puss n Boots）号が競走中に突然飛び込むという珍事が起きている。現在でも同馬の名を冠したレース「プスンブーツステークス（Puss n Boots Stakes）」で優勝馬の馬主や騎手が池へ飛び込むことがある。

## 主な競走
カナダ産馬限定競走（国際格付けなし）
- プリンスオブウェールズステークス